# Podothrombium
Podothrombium är ett släkte av spindeldjur som beskrevs av Berlese 1910. Podothrombium ingår i familjen Podothrombiidae.
Släktet innehåller bara arten Podothrombium curtipalpe. Podothrombium är enda släktet i familjen Podothrombiidae.